# Ganzlin
Ganzlin är en kommun och ort i Landkreis Ludwigslust-Parchim i förbundslandet Mecklenburg-Vorpommern i Tyskland.
Kommunen ingår i kommunalförbundet Amt Plau am See tillsammans med kommunen Barkhagen och staden Plau am See.